# Lincoln (hrabstwo Penobscot)
Lincoln – jednostka osadnicza w Stanach Zjednoczonych, w stanie Maine, w hrabstwie Penobscot.